# Clément Chidekh
Clément Chidekh (Arlés, Francia; 13 de junio de 2001) es un tenista francés
Su mejor ubicación en el ranking ATP es el puesto 189°, obtenido el 9 de diciembre de 2024. En tanto en dobles, su mejor ubicación es el puesto 441°, logrado el 21 de octubre de 2024.
Chidekh jugó tenis a nivel universitario en la Universidad de Washington.

## Carrera
En febrero de 2024, Chidekh ganó el Challenger 50 de Glasgow, su primer título de la categoría, derrotando al británico Paul Jubb, en 3 sets por 0-6, 6-4 y 6-1. 

## Títulos ATP Challenger (1; 1+0)

#### Individuales (1)
| No. | Fecha                 | Torneo  | Superficie | Rival en la final | Resultado     |
| --- | --------------------- | ------- | ---------- | ----------------- | ------------- |
| 1.  | 18 de febrero de 2024 | Glasgow | Dura (I)   | Paul Jubb         | 0-6, 6-4, 6-1 |

#### Finalista (1)
| No. | Fecha               | Torneo   | Superficie | Rival en la final | Resultado |
| --- | ------------------- | -------- | ---------- | ----------------- | --------- |
| 1.  | 17 de marzo de 2024 | Hamburgo | Dura (I)   | Henri Squire      | 4-6, 2-6  |